# Kirill Martchenko
Pour les articles homonymes, voir Martchenko.
Kirill Igorevitch Martchenko - en russe : Кирилл Игоревич Марченко et en anglais : Kirill Marchenko - (né le 21 juillet 2000 à Barnaoul en Russie) est un joueur professionnel russe de hockey sur glace. Il évolue au poste d'attaquant.

## Biographie

### Carrière en club
Formé à l'Altaï Barnaoul, il poursuit son apprentissage dans les équipes de jeunes du Gazovik Tioumen puis du Iougra Khanty-Mansiïsk. Il commence sa carrière junior en 2016-2017 avec les Mamonty Iougry dans la MHL. Le 27 février 2018, il joue son premier match dans la KHL avec le Iougra. Lors du repêchage d'entrée dans la LNH 2018, il est choisi au deuxième tour, à la quarante-neuvième position au total par les Blue Jackets de Columbus. La saison suivante, il est recruté par le SKA Saint-Pétersbourg. En 2022, il part en Amérique du Nord et est assigné aux Eagles du Colorado club ferme des Blue Jackets dans la Ligue américaine de hockey. Il joue son premier match dans la Ligue nationale de hockey avec les Blue Jackets le 6 décembre 2022 face aux Penguins de Pittsburgh.  Le 11 décembre 2022 il marque son premier but face aux Kings de Los Angeles.

### Carrière internationale
Il représente la Russie au niveau international. Il prend part aux sélections jeunes.

## Statistiques

### En club
| Saison     | Équipe                   | Ligue      |     | Saison régulière | Saison régulière | Saison régulière | Saison régulière | Saison régulière |   | Séries éliminatoires | Séries éliminatoires | Séries éliminatoires | Séries éliminatoires | Séries éliminatoires |
| Saison     | Équipe                   | Ligue      | PJ  | B                | A                | Pts              | Pun              | PJ               | B | A                    | Pts                  | Pun                  |                      |                      |
| 2016-2017  | Mamonty Iougry           | MHL        | 29  | 15               | 11               | 26               | 2                | -                | - | -                    | -                    | -                    |                      |                      |
| 2017-2018  | Mamonty Iougry           | MHL        | 31  | 8                | 8                | 16               | 33               | 8                | 4 | 3                    | 7                    | 6                    |                      |                      |
| 2017-2018  | Iougra Khanty-Mansiïsk   | KHL        | 2   | 0                | 0                | 0                | 0                | -                | - | -                    | -                    | -                    |                      |                      |
| 2018-2019  | SKA-1946                 | MHL        | 15  | 6                | 13               | 19               | 4                | 9                | 4 | 2                    | 6                    | 6                    |                      |                      |
| 2018-2019  | SKA-Variagui             | MHL        | 5   | 2                | 2                | 4                | 4                | -                | - | -                    | -                    | -                    |                      |                      |
| 2018-2019  | SKA Saint-Pétersbourg    | KHL        | 1   | 0                | 0                | 0                | 0                | -                | - | -                    | -                    | -                    |                      |                      |
| 2018-2019  | SKA-Neva                 | VHL        | 23  | 2                | 1                | 3                | 4                | 3                | 0 | 0                    | 0                    | 0                    |                      |                      |
| 2019-2020  | SKA Saint-Pétersbourg    | KHL        | 31  | 7                | 9                | 16               | 6                | 4                | 3 | 2                    | 5                    | 2                    |                      |                      |
| 2019-2020  | SKA-Neva                 | VHL        | 14  | 9                | 3                | 12               | 4                | 1                | 1 | 0                    | 1                    | 2                    |                      |                      |
| 2020-2021  | SKA Saint-Pétersbourg    | KHL        | 41  | 15               | 13               | 28               | 14               | 14               | 3 | 1                    | 4                    | 4                    |                      |                      |
| 2021-2022  | SKA Saint-Pétersbourg    | KHL        | 39  | 12               | 8                | 20               | 13               | -                | - | -                    | -                    | -                    |                      |                      |
| 2021-2022  | SKA-Neva                 | VHL        | 2   | 1                | 2                | 3                | 2                | 12               | 6 | 2                    | 8                    | 12                   |                      |                      |
| 2022-2023  | Monsters de Cleveland    | LAH        | 16  | 8                | 11               | 19               | 8                | -                | - | -                    | -                    | -                    |                      |                      |
| 2022-2023  | Blue Jackets de Columbus | LNH        | 59  | 21               | 4                | 25               | 16               | -                | - | -                    | -                    | -                    |                      |                      |
| 2023-2024  | Blue Jackets de Columbus | LNH        | 78  | 23               | 19               | 42               | 14               | -                | - | -                    | -                    | -                    |                      |                      |
| 2024-2025  | Blue Jackets de Columbus | LNH        | 79  | 31               | 43               | 74               | 20               | -                | - | -                    | -                    | -                    |                      |                      |
| Totaux LNH | Totaux LNH               | Totaux LNH | 216 | 75               | 66               | 141              | 50               | -                | - | -                    | -                    | -                    |                      |                      |

### En équipe nationale
| Année | Compétition                          |   | PJ | B | A | Pts | Pun | +/-                |  | Résultat |
| 2018  | Championnat du monde moins de 18 ans | 5 | 3  | 3 | 6 | 4   | +3  | Sixième place      |  |          |
| 2019  | Championnat du monde junior          | 7 | 1  | 0 | 1 | 0   | -2  | Médaille de bronze |  |          |
| 2020  | Championnat du monde junior          | 7 | 2  | 4 | 6 | 2   | 0   | Médaille d'argent  |  |          |